# Nova Zorea, Sofiivka
Nova Zorea (în ucraineană Нова Зоря) este un sat în comuna Perșe Travnea din raionul Sofiivka, regiunea Dnipropetrovsk, Ucraina.

## Demografie
Componența lingvistică a localității Nova Zorea
     Ucraineană (82,81%)
     Rusă (17,19%)
Conform recensământului din 2001, majoritatea populației localității Nova Zorea era vorbitoare de ucraineană (82,81%), existând în minoritate și vorbitori de rusă (17,19%).